# Concert for Diana
Het Concert for Diana is een concert dat op 1 juli 2007 ter nagedachtenis aan de overleden prinses Diana Frances Spencer werd gegeven in het Wembley Stadium in Londen. Het concert werd georganiseerd door de zonen van Diana, William en Harry. Het concert werd gehouden op de dag dat Diana 46 jaar zou zijn geworden.
Er zijn ca. 63.000 bezoekers op het evenement afgekomen. Tijdens de verkoop waren er ongeveer 22.500 kaarten in 17 minuten verkocht.
Het concert eindigde met een videomontage van een jonge Diana onder begeleiding van het Queen nummer "These Are the Days of Our Lives".

## Artiesten en sprekers

### Volgorde van optredende artiesten
1. Sir Elton John  (eerste optreden) - "Your Song".
2. Duran Duran - "(Reach Up for the) Sunrise", "Wild Boys" en "Rio".
3. James Morrison - "You Give Me Something" en "Wonderful World".
4. Lily Allen - "LDN" en "Smile".
5. Fergie - "Glamorous" en "Big Girls Don't Cry".
6. The Feeling - "Fill My Little World" en "Love It When You Call".
7. Pharrell Williams - "Drop It Like It's Hot" en "She Wants To Move".
8. Nelly Furtado - "Say It Right", "I'm Like A Bird" en "Maneater".
9. English National Ballet - Zwanenmeer (Vierde bedrijf).
10. Status Quo - "Rockin' All Over The World".
11. Joss Stone - "You Had Me" en "Under Pressure".
12. Roger Hodgson -  Supertramp medley ("Dreamer", "The Logical Song" en "Breakfast in America" en "Give a Little Bit").
13. Orson - "Happiness" en "No Tomorrow".
14. Sir Tom Jones en Joe Perry - "Kiss", "I Bet You Look Good on the Dancefloor" en "Ain't That A Lot of Love?" (met Joss Stone).
15. Will Young - "Switch It On".
16. Natasha Bedingfield - "Unwritten".
17. Bryan Ferry - "Slave to Love", "Make You Feel My Love" en "Let's Stick Together".
18. Anastacia - "Superstar" uit de musical Jesus Christ Superstar.
19. Connie Fisher en Enrea Ross - "Memory" uit de musical Cats.
20. Andrea Bocelli - "The Music of the Night" uit de musical The Phantom of the Opera.
21. Josh Groban en Sarah Brightman - "All I Ask of You" uit de musical The Phantom of the Opera.
22. Donny Osmond, Jason Donovan en Lee Mead (samen met The Chicken Shed Theatre Company) - "Any Dream Will Do" uit de musical Joseph and the Amazing Technicolor Dreamcoat.
23. Rod Stewart - "Maggie May", "Baby Jane" en "Sailing".
24. Kanye West - "Gold Digger", "Touch the Sky", "Stronger", "Diamonds from Sierra Leone" en "Jesus Walks".
25. P. Diddy - "I'll Be Missing You".
26. Take That - "Shine", "Patience" en "Back for Good".
27. Ricky Gervais en Mackenzie Crook - "Free Love Freeway", "Chubby Little Loser".
28. Sir Elton John (tweede optreden) "Saturday Night's Alright For Fighting", "Tiny Dancer" en "Are You Ready For Love?".

### Volgorde van sprekers
1. Prins William en Prins Harry.
2. Sienna Miller en Dennis Hopper.
3. Kiefer Sutherland.
4. Ryan Seacrest, Simon Cowell en Reny Jackson.
5. Natasha Kaplinsky.
6. Dennis Hopper.
7. Fearne Cotton.
8. Gillian Anderson.
9. Boris Becker en John McEnroe.
10. Cat Deeley.
11. Patsy Kensit.
12. Jamie Oliver.
13. David Beckham.
14. Ben Stiller (eerder opgenomen bijdrage).
15. Ricky Gervais.
16. Prins William en Prins Harry.
17. Nelson Mandela (eerder opgenomen bijdrage).

## Uitzending
Het concert werd in meer dan 100 landen uitgezonden.